# Grand Prix automobile de Nîmes

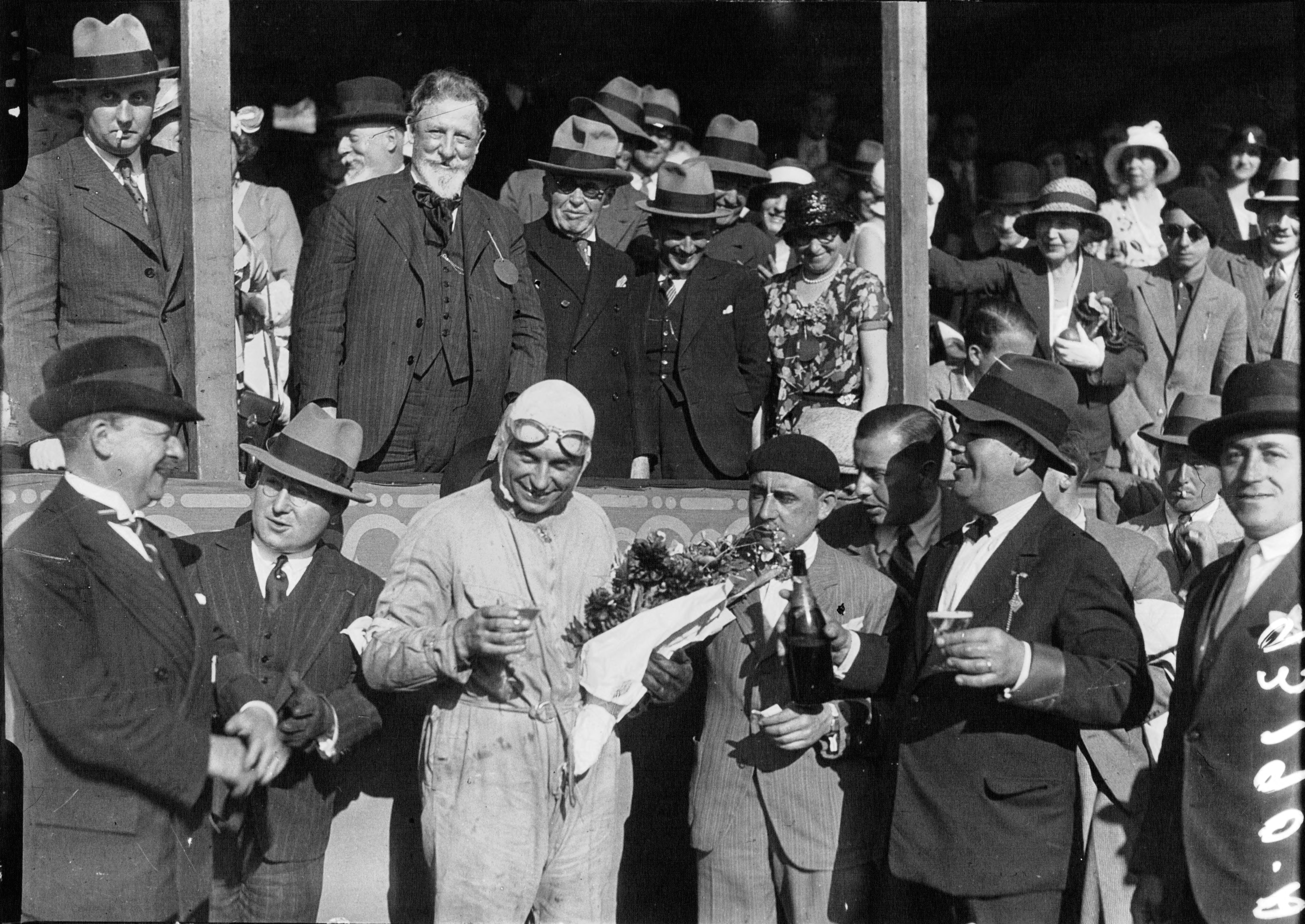
Falchetto au Grand Prix de Nîmes 1932.

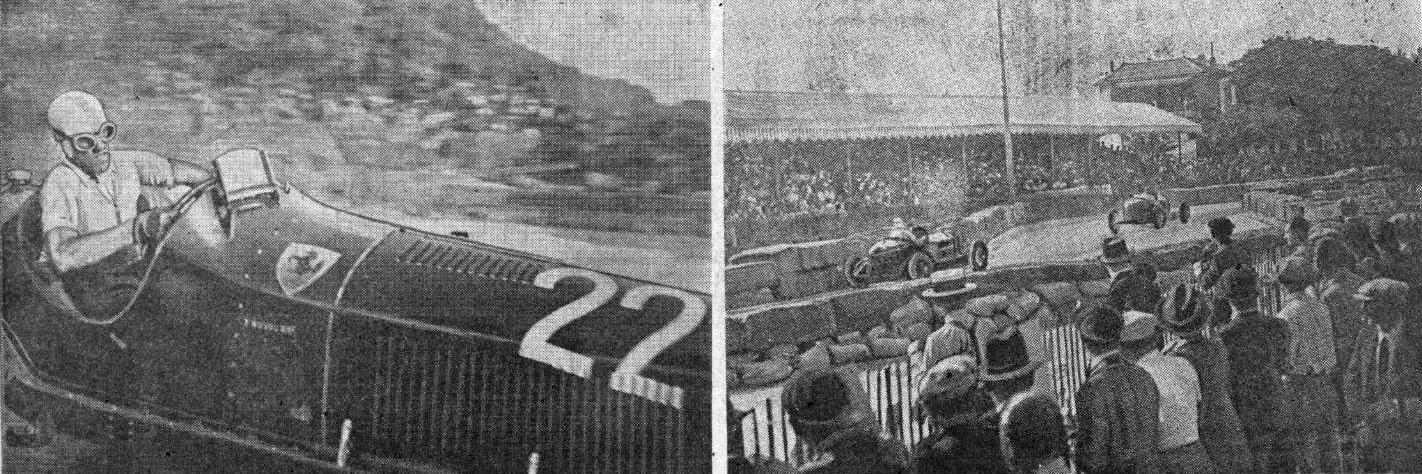
Grand Prix de Nimes 1933, vainqueur Nuvolari sur la n°22.

Le Grand Prix automobile de Nîmes était une course automobile qui se courait dans la ville française de Nîmes  organisée en 1932, 1933 et 1947.
Les éditions de 1932 et 1933 sont organisées par l'Automobile Club du Gard et faisaient partie des nombreux grands prix en ville des années 1930 inspirées par le succès du Grand Prix de Monaco. Le circuit utilisait l'avenue Jean-Jaurès sur presque toute sa longueur.
L'édition de 1947 est disputée sur l'aérodrome de Nîmes-Courbessac devant plus de 50 000 spectateurs, et celle de 1954 se fait en catégorie Sport.

## Palmarès
| Année     | Vainqueur        | Voiture       | Circuit          | Résultats |
| --------- | ---------------- | ------------- | ---------------- | --------- |
| 1932      | Benoît Falchetto | Bugatti       | Jean Jaurès      | Résultats |
| 1933      | Tazio Nuvolari   | Alfa Romeo    | Jean Jaurès      | Résultats |
| 1934-1946 | Non couru        | Non couru     | Non couru        | Non couru |
| 1947      | Luigi Villoresi  | Maserati      | Nîmes-Courbessac | Résultats |
| 1948-1953 | Non couru        | Non couru     | Non couru        | Non couru |
| 1954      | Jacques Jonneret | Jaguar C-Type | Nîmes            | Résultats |

### Autres circuits automobiles historiques
- Circuit du lac d'Aix les Bains
- Circuit des Nations Genève (CH)
- Circuit automobile de Comminges à Saint Gaudens
- Circuit automobile des remparts d'Angoulême
- Circuit automobile d'Albi (Les Planques)
- Circuit automobile de Cadours
- Circuit de Chimay (B)
- Circuit des Platanes